# Heinrich Cerrini de Monte Varchi (General, 1740)

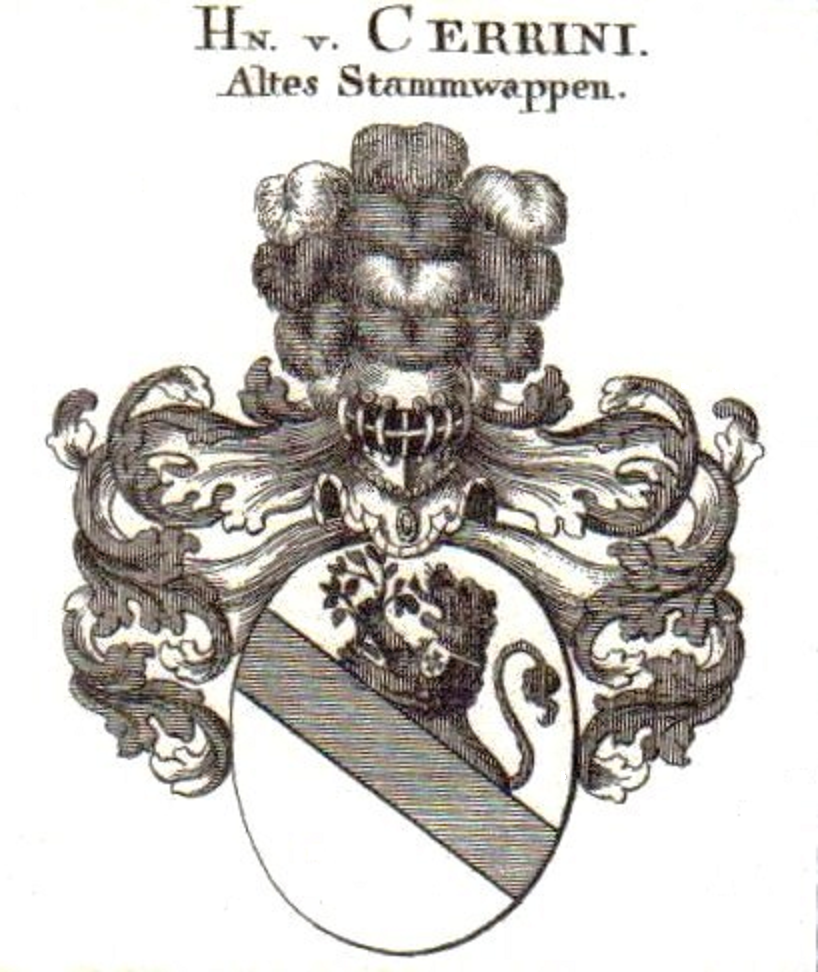
Stammwappen der Cerrini

Heinrich Cerrini de Monte Varchi (* 7. Januar 1740; † 23. Februar 1823) war ein sächsischer Generalleutnant der Infanterie, Kabinetts- und Kriegsminister, verwaltete interimistisch auch die auswärtigen Angelegenheiten und war zuletzt Gouverneur von Dresden.

## Leben

### Herkunft
Er entstammte der altadeligen florentinischen Familie Cerrini, die ihre Stammreihe mit Cerrino de Monte Varchi um 1300 beginnt. Fabrizio Cerrini war 1671 dem Ruf der Kaiserin Eleonore gefolgt und nach Österreich übersiedelt, wo er zum Hofkammerrat ernannt und Direktor aller kaiserlichen Museen und Galerien in Wien wurde. Er ist der Stammvater einer österreichischen und einer sächsischen Linie. Einer seiner Söhne war Ferdinand Cerrini de Monte Varchi (Stifter der sächsischen Linie) und Heinrich Cerrini de Monte Varchi war dessen ältester Sohn.
Der Vater Ferdinand, 1685 in Wien geboren, und im kaiserlichen Pagenhaus erzogen, begleitete die Erzherzogin Maria Josepha, Tochter des Kaisers, nach Dresden, da sie 1719 mit dem Kurprinzen vermählt worden war, dem nachmaligen König August III. von Polen. Als Kammerherr und Maître de la Garderobe blieb der Vater schließlich in Diensten der habsburgischen Prinzessin und heiratete 1733 eine geborene von Manner.

### Militärische Karriere und politisches Wirken
Heinrich war der erste Sohn, und trat, kaum 15 Jahre alt, 1755 als Kadett seine Laufbahn im Dragonerregiment Rutowsky an.
Seit 1806 sächsischer Generalmajor und Generalinspekteur der Infanterie, focht Heinrich Cerrini 1806 in der Schlacht bei Jena.
1807 wurde er zum Kabinettsminister und Staatssekretär für die Angelegenheiten des Militärkommandos ernannt, und wurde von seinem König mit dem Kommandeurskreuz des Militär-St.-Heinrichs-Ordens ausgezeichnet. Zugleich unterstellte der König Cerrini das Infanterieregiment Sänger, dessen Chefstelle vakant geworden war, und das er bis 1806 als Oberst kommandiert hatte. 1809 war Cerrini de Monte Varchi Gouverneur der königlichen Residenz Dresden und Oberkommandierender der Truppen. Nach der Entlassung des sächsischen Kriegsministers von Low war er dessen Nachfolger geworden und begleitete den König Friedrich August 1813 auf der Flucht nach Regensburg und Prag.
Nach der Rückkehr und der Entlassung des Grafen Senfft von Pilsach (genannt Laun) verwaltete Cerrini bis zu Graf Einsiedels Eintritt interimistisch auch das Ministeramt des Auswärtigen. Durch die auf dem Wiener Kongress beschlossene Abtretung der Hälfte Sachsens an Preußen vorerst seiner Ämter enthoben, wurde Cerrini 1815 bei der Rückkehr des sächsischen Monarchen erneut zum Gouverneur von Dresden und Kabinettsminister ernannt. 1817 empfing er von seinem König mit dem Großkreuz des Militär-St.-Heinrichs-Ordens Anerkennung für 60 Dienstjahre.

### Letzte Jahre
Im Jahr 1820 brach der 80-Jährige sich beim Aussteigen aus einem Wagen ein Bein. Es heilte zwar, er blieb aber behindert. In seinen letzten Jahren hatte der hochbetagte Mann stete Schmerzen zu ertragen. Als ihn Anfang des Jahres 1823 ein Schlaganfall ereilte, beschloss er sein Leben nach kurzem Krankenlager am 23. Februar und hatte dem Haus Sachsen 66 Jahre treu gedient. Heinrich Cerrini de Monte Varchi starb im Rang eines Generalleutnants und Gouverneurs von Dresden.

## Familie
Der nachmalige Oberkommandeur der Sächsischen Armee, Clemens Cerrini de Monte Varchi, war sein Neffe, der Sohn seines jüngeren Bruders, ebenfalls mit Namen Clemens. Den Neffen hatte Heinrich Cerrini 1799 ins Kadettenkorps gebracht, und so nahm auch er 1806 an der Schlacht bei Jena teil, geriet dabei allerdings vorläufig in französische Gefangenschaft.
Im Jahr 1781 hatte Heinrich Cerrini sich mit einer schlesischen Adligen vermählt, Antonia von Friedenberg, mit der er bis zu ihrem Tod im Jahr 1804 verheiratet war. Sie war die Tochter einer verwitweten von Friedenberg, geborenen Freiin von Roth, und Stieftochter des schlesischen Landesältesten und königlich preußischen Geheimen Justizrats Franz Joseph von Mutius (1704–1788), auf Berthelsdorf, Ober- und Nieder-Altwasser mit Bärengrund und Börnchen, Ober- und Nieder-Thomaswaldau, Bischdorf und Eilau. Die Ehe mit Antonia von Friedenberg, die noch eine unvermählte Schwester Josepha hatte, war jedoch kinderlos geblieben.
Allerdings nahm Heinrich Cerrini sich mit väterlicher Sorgfalt auch der verwaisten drei Söhne seines 1807 bei der Belagerung von Danzig gefallenen jüngsten Bruders Franz an. Darunter war der nachmalige Feldmarschallleutnant, der den gleichen Namen wie der Onkel trug: Heinrich Cerrini de Monte Varchi (1801–1870).